# 드웨인 데드먼

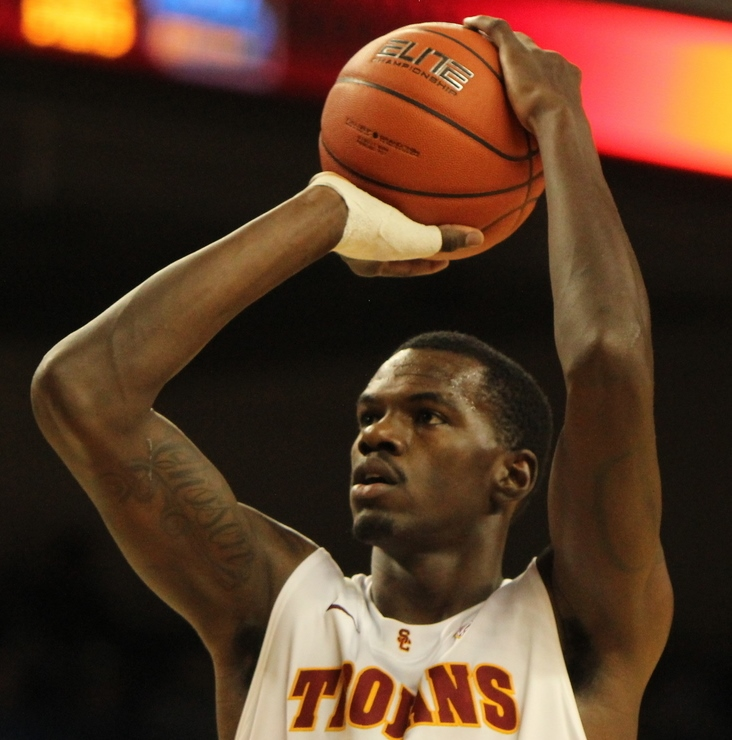

드웨인 데드먼(Dewayne Dedmon, 본명: Dewayne Jamal Dedmon, 1989년 8월 12일 ~ )은 NBA G 리그의 온타리오 클리퍼스에서 마지막으로 뛰었던 미국 프로 농구 선수이다. "The Mechanic"이라는 별명을 가진 그는 앤텔로프 밸리 칼리지와 USC에서 대학 농구를 했다.

## 프로 경력
- 골든스테이트 워리어스(2013)
- 필라델피아 세븐티식서스 (2014)
- 올랜도 매직(2014~2016)
- 샌안토니오 스퍼스(2016~2017)
- 애틀랜타 호크스 (2017-2019)
- 새크라멘토 킹스 (2019-2020)
- 애틀랜타로 복귀 (2020)
- 마이애미 히트(2021~2023)
- 필라델피아로 복귀(2023)
- 온타리오 클리퍼스(2023-2024)